# Child of the State
Child of the State ist das erste Studioalbum des US-amerikanischen Musikers Ayron Jones. Das Album wurde am 21. Mai 2021 über das Label Big Machine Records veröffentlicht.

## Entstehung
Aufgenommen wurde das Album in zwei Etappen in den London Bridge Studios in Shoreline. Während Ayron Jones die meisten Lieder selber schrieb stammt ein großer Teil von renommierten Songwritern wie Marti Frederiksen oder Scott Stevens, die zuvor für Künstler wie Aerosmith, Carrie Underwood, Halestorm oder Shinedown gearbeitet haben. Produziert wurden die Lieder von Barett Martin, Eric Livalois, Marti Frederiksen, Scott Stevens, Ayron Jones, Wzrd Blue, Julian Raymond, Michael Iurato, Dave Bassett und Paul Meany. Gemischt wurden die Lieder von Chris Lord-Alge, während Ted Jensen das Mastering übernahm.

## Mitwirkende
Ayron Jones sang alle Lieder ein und spielte bei allen Titeln die Gitarre. Darüber hinaus waren die folgenden Studiomusiker beteiligt:
- Deandre Enrico: E-Bass (1, 8)
- Greg Fields: Schlagzeug (9)
- Evan Frederiksen: Schlagzeug (2)
- Marti Frederiksen: E-Bass (2)
- Andrey Joslyn: Geige (3, 8)
- Ehssan Karimi: Schlagzeug (11)
- Bob Lovelace: E-Bass (3, 6, 7, 9, 11, 12)
- Barett Martin: Schlagzeug (3)
- Paul Meany: E-Bass & Schlagzeug (10)
- Whitney Monge: Hintergrundgesang (11)
- Scarlett Park: Hintergrundgesang (3, 11)
- Scott Stevens: Keyboard (2)
- Gerald Turner: E-Bass (4, 5)
- Kai Vandepitte: Schlagzeug (1, 4, 5, 6, 7, 8, 12)
- Jonathan Wright: Hintergrundgesang (1)

## Hintergrund
Der Albumtitel bezieht sich auf die Unterstützung seiner Heimat als den wichtigsten Faktor für seine Karriere dar. Seine Eltern verstarben, bevor Ayron Jones seine Musikerkarriere startete. Wichtiger waren für ihn sein Umfeld.

„Meine Tante und mein Onkel, ebenso wie meine Cousins und Cousinen im Bundesstaat waren die Leute, dich mich großgezogen haben. Hier in Seattle, Washington – das ist die Stadt und der Staat, die mir wirklich die Gelegenheit gaben, ich selbst zu werden, als Mensch und als Künstler.“

Viele Titel des Albums sind autobiografisch. Boys from the Puget Sound ist an all die Menschen gerichtet, die Jones und seinen Musikern im Laufe ihrer Karriere das Leben schwer machten. Es wäre bei Konzerten immer wieder vorgekommen, dass Nachbarn wegen des Lärms die Polizei riefen. Jones bezeichnete es als Stigma, dass er und seine Band als Afroamerikaner nicht dem gängigen Bild einer Rockband entsprechen. Der namensgebende Puget Sound ist eine Meeresbucht in der Nähe von Ayron Jones’ Heimatstadt Seattle.
Mercy befasst sich mit der gegenwärtigen Situation in den Vereinigten Staaten, insbesondere für schwarze Menschen. In Take Me Away geht es darum, wie Jones all seine Energie und Konzentration in seine Musik steckt, um sich „aus welcher Situation auch immer zu retten, in die er hineingeboren wurde“. Spinning Circles handelt von zwei Menschen, die in einer ungesunden Beziehung feststecken. Sie können nicht voneinander los und drehen sich deshalb im Kreis.

## Rezeption

### Rezensionen
Michael Rensen vom deutschen Magazin Rock Hard schrieb, dass das Album „durchgehend eingängige, teils fast poppige Hooklines liefert“, die jedoch aufgrund der „ruppigen, breitbeinigen Gitarren-Riffs jederzeit hinterhofkompatibel“ wären. Für Rensen ist Ayron Jones „definitiv einer der größeren Rock-Hopefuls der letzten Jahre“ und er vergab acht von zehn Punkten für das Album. Laut dem deutschen Magazin Classic Rock hört man „statt langweiliger Rockgitarre kantige, unvorhersehbare Fragmente in einem riffbetonten Spiel mit wenigen, intensiven Solos, die auch mal ein bisschen Tom Morello von Rage Against the Machine durchschimmern lassen“. Ayron Jones spielt „energiegeladenen Heavyrock mit politisch engagierten Texten, Jimi Hendrix wäre stolz auf ihn“. Der namentlich unbekannte Rezensent vergab acht von zehn Punkten.

### Chartplatzierungen
Das Album konnte sich nicht in den Charts platzieren. Die Single Mercy erreichte Platz eins der Billboard Mainstream Rock Songs.

### Bestenlisten
Das US-amerikanische Onlinemagazin Loudwire führte Child of the State auf Platz 27 der Liste der besten Rock- und Metal-Alben des Jahres 2021.